# Dekanat Lubin
Dekanat Lubin – jeden z 5 dekanatów diecezji wrocławsko-szczecińskiej Polskiego Autokefalicznego Kościoła Prawosławnego.

## Historia
Dekanat utworzono 1 maja 2000 poprzez wyodrębnienie 9 parafii z dekanatu wrocławskiego. Pierwszym dziekanem został ks. mitrat Michał Żuk. Od 2019 r. siedzibą dekanatu jest Zimna Woda.

## Parafie
W skład dekanatu wchodzi 9 parafii:
- parafia św. Maksyma Gorlickiego w Głogowie
  - cerkiew św. Maksyma Gorlickiego w Głogowie
- parafia Świętych Apostołów Piotra i Pawła w Jeleniej Górze
  - cerkiew Świętych Apostołów Piotra i Pawła w Jeleniej Górze
  - cerkiew św. Męczennika Stefana w Jeleniej Górze
- parafia Zmartwychwstania Pańskiego w Legnicy
  - cerkiew Zmartwychwstania Pańskiego w Legnicy
- parafia Świętej Trójcy w Lubinie
  - cerkiew Świętej Trójcy w Lubinie
- parafia św. Michała Archanioła w Michałowie
  - cerkiew św. Michała Archanioła w Michałowie
- parafia Podwyższenia Krzyża Świętego w Rudnej
  - cerkiew Podwyższenia Krzyża Świętego w Rudnej
- parafia Świętych Kosmy i Damiana w Studzionkach
  - cerkiew Świętych Kosmy i Damiana w Studzionkach
- parafia Świętych Równych Apostołom Konstantyna i Heleny w Zgorzelcu
  - cerkiew Świętych Równych Apostołom Konstantyna i Heleny w Zgorzelcu
- parafia Zaśnięcia Najświętszej Maryi Panny w Zimnej Wodzie
  - cerkiew Zaśnięcia Najświętszej Maryi Panny w Zimnej Wodzie